# Лиса-Гура (Підкарпатське воєводство)
Лиса-Гура (пол. Łysa Góra) — село в Польщі, у гміні Новий Змигород Ясельського повіту Підкарпатського воєводства.
Населення — 660 осіб (2011).

## Демографія
Демографічна структура станом на 31 березня 2011 року:
|          | Загалом | Допрацездатний вік | Працездатний вік | Постпрацездатний вік |
| -------- | ------- | ------------------ | ---------------- | -------------------- |
| Чоловіки | 335     | 74                 | 230              | 31                   |
| Жінки    | 325     | 72                 | 183              | 70                   |
| Разом    | 660     | 146                | 413              | 101                  |